# Königlich-Bayerische-Josefspartei

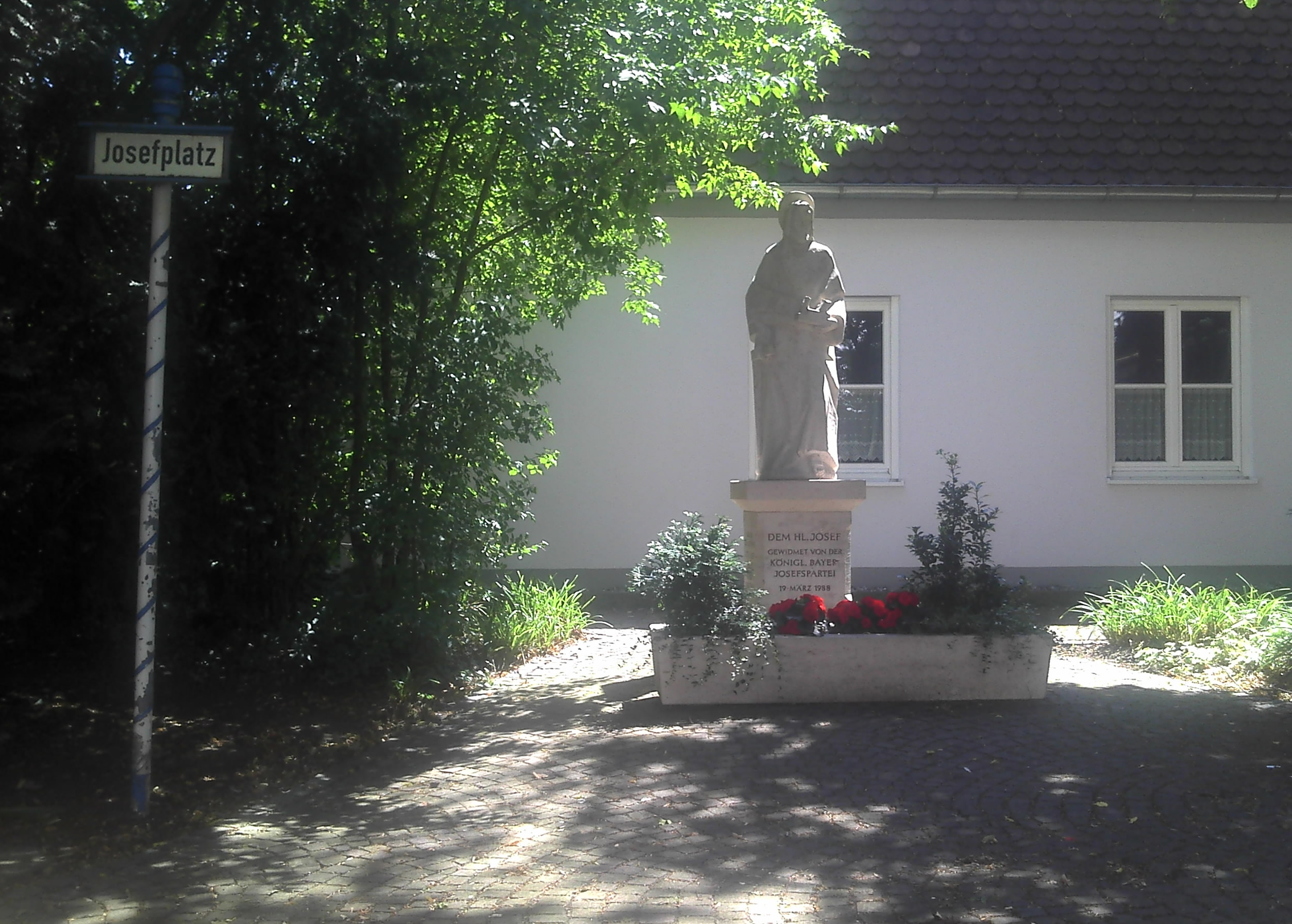
„Josefplatz“ in Aichach mit einer Statue des heiligen Josefs, gestiftet 1988 von der Königlich Bayerischen Josefspartei.

Die KBJP Königlich-Bayerische-Josefspartei ist ein bayerischer Brauchtumsverein, der nach eigenen Angaben weltweit über 6500 Mitglieder hat und sich als Partei bezeichnet, was jedoch nicht dem Parteiengesetz entspricht. Er setzt sich vor allem für die Wiedereinführung des Josefstages am 19. März als gesetzlichen Feiertag ein, der in Bayern 1968 abgeschafft wurde. Die Mitglieder treffen sich jährlich zu einem Parteitag, der üblicherweise im Sommer in Festzelten stattfindet. Eine Teilnahme der Partei an Wahlen ist nicht bekannt. Ein Statut, wie vom deutschen Parteiengesetz verlangt, liegt zwar vor, ein Programm, wie ebenfalls verlangt, ist jedoch ebenfalls nicht bekannt. Die KBJP ist im juristischen Sinne nach § 2 Parteiengesetz keine Partei, sondern ein Verein gemäß §§ 21 ff. BGB. Der Name ist im Markenregister durch eine natürliche Person aus Aichach geschützt.
Der Verein besteht seit 1985 und ist aus den Damischen Rittern (DaRi) im Turm zum Goldenen Frieden zu Aichach hervorgegangen, die in den 1950er und 1960er Jahren für die Restaurierung des Knollerturms sorgten, eines Rundturms der Aichacher Stadtmauer.

## Prominente Mitglieder
- Eberhard Sinner (* 1944), ehemaliger Staatsminister (CSU)
- Thomas Goppel (* 1947), ehemaliger Staatsminister (CSU)
- Erwin Huber (* 1946), ehemaliger Vorsitzender der CSU
- Franz Maget (* 1953), SPD-Politiker